# Purrenstrom
Der Purrenstrom ist ein etwa 9 km langer und 2 km breiter Prielstrom im Mündungstrichter der Eider. Er setzt den Unterlauf dieses Flusses bis zur Eiderabdämmung bei Nordfeld dem Tidenhub der Nordsee aus. Ursprünglich reichten die Gezeiten über den gesamten Unterlauf bis Rendsburg.
Nordseegarnelen (auch Nordseekrabben) werden in weiten Teilen Nordfrieslands als Porren bezeichnet.  Im Nordfriesischen heißt es Poorn, im Plattdeutsch auf der Halbinsel Eiderstedt Purrn, daraus ist vermutlich der Begriff Purrenstrom entstanden.